# David Lyons (attore)
David Lyons (Melbourne, 16 aprile 1976) è un attore australiano.

## Biografia
Diplomatosi in recitazione nel 2004 presso il National Institute of Dramatic Art (NIDA), inizia a lavorare in varie produzioni televisive, facendosi notare nel ruolo del marinaio Josh 'ET' Holiday nella serie televisiva Sea Patrol.
Nel 2008 partecipa come guest star ad alcuni episodi della 14ª stagione di E.R. - Medici in prima linea, dove interpreta l'arrogante e donnaiolo Dr. Simon Brenner. Il suo personaggio diviene fisso e parte del cast principale a partire dalla 15ª e ultima stagione.
Nel 2011 è stato il protagonista della serie televisiva della NBC The Cape, dove ricopre il ruolo dell'onesto poliziotto Vince Faraday che assume le sembianze di The Cape, il supereroe preferito del figlio, per combattere il crimine e scoprire chi lo ha incastrato e costretto lontano dalla famiglia.
Dal 2012 è il principale antagonista della serie televisiva statunitense Revolution, interpreta il ruolo di Sebastian Monroe, un ex marine ed ex migliore amico di Miles Matheson, da cui si faceva chiamare Bass. Nella serie è leader della Repubblica di Monroe.

## Filmografia

### Cinema
- Storm Warming, regia di Jamie Blanks (2007)
- Cactus, regia di Jasmine Yuen Carrucan (2008)
- Mangia prega ama (Eat Pray Love), regia di Ryan Murphy (2010)
- Inversione di rotta (Swerve), regia di Craig Lahiff (2011)
- Save Your Legs!, regia di Boyd Hicklin (2013)
- Vicino a te non ho paura (Safe Heaven), regia di Lasse Hallström (2013)
- Cate McCall - Il confine della verità (The Trials of Cate McCall), regia di Karen Moncrieff (2013)
- Truth - Il prezzo della verità (Truth), regia di James Vanderbilt (2015)

### Televisione
- Blue Heelers - Poliziotti con il cuore (Blue Heelers) – serie TV, 3 episodi (2005)
- Sea Patrol – serie TV, 27 episodi (2007-2009)
- E.R. - Medici in prima linea (ER) – serie TV, 27 episodi (2008-2009)
- A Model Daughter: The Killing of Caroline Byrne, regia di Tony Tilse – film TV (2009)
- Day One, regia di Alex Graves – film TV (2010)
- The Cape – serie TV, 10 episodi (2011)
- Don't Try This at Home – serie TV, episodio 1x07 (2012)
- Revolution – serie TV, 42 episodi (2012-2014)
- Revolution: Enemies of the State – miniserie TV, 3 episodi (2013)
- Game of Silence – serie TV, 10 episodi (2016)
- Philip K. Dick's Electric Dreams – serie TV, episodio 1x08 (2017)
- Seven Seconds – miniserie TV, 10 episodi (2018)
- The Commons – miniserie TV, 8 episodi (2019)
- Truth Be Told – serie TV, 10 episodi (2021)

### Cortometraggi
- The Penitent Man, regia di Julian Ashton (2001)
- Four Past Friday, regia di Julian Ashton (2002)
- The Watch, regia di Brook Ely (2004)
- Elemenopee, regia di Nat Amore (2005)
- Look Sharp, regia di Amy Gebhardt (2006)
- Four, regia di Erin White (2008)
- Emilia Eckle, regia di Alyssa McClelland (2008)
- Möbius, regia di Vincent Laforet (2011)
- Penance, regia di Jeff Wolfe (2014)
- Runaway, regia di Sylvia Saether (2017)

## Doppiatori italiani
Nelle versioni in italiano dei suoi film, David Lyons è stato doppiato da:
- Alessandro Rigotti in E.R. - Medici in prima linea
- Gianfranco Miranda in Truth - Il prezzo della verità
- Loris Loddi in Revolution
- Marco Vivio in Game of Silence
- Paolo Vivio in Sea Patrol
- Riccardo Niseem Onorato in Seven Seconds
- Stefano Benassi in Vicino a te non ho paura